# Tom Tom Club (álbum)
| Críticas profissionais | Críticas profissionais |
| Avaliações da crítica  | Avaliações da crítica  |
| Fonte                  | Avaliação              |
| ---------------------- | ---------------------- |
| All Music Guide        | link                   |

Tom Tom Club é o álbum de estreia do grupo Tom Tom Club, lançado em 1981. As principais canções do álbum são "Wordy Rappinghood", "Genius of Love" e "Under The Boardwalk".

## Faixas

### Versão LP

#### Lado A
1. "Wordy Rappinghood"
2. "Genius of Love"
3. "Tom Tom Theme"
4. "L'Elephant"

#### Lado B
1. "As Above, So Below"
2. "Lorelei"
3. "On, On, On On…"
4. "Booming and Zooming"

### Versão Fita K7

#### Lado A
1. "Wordy Rappinghood"
2. "Genius of Love"
3. "Tom Tom Theme"
4. "L'Elephant"

#### Lado B
1. "As Above, So Below"
2. "Lorelei (Remix Version)"
3. "On, On, On On…"
4. "Under The Boardwalk"

### Versão CD
1. "Wordy Rappinghood"
2. "Genius of Love"
3. "Tom Tom Theme"
4. "L'Elephant"
5. "As Above, So Below"
6. "Lorelei"
7. "On, On, On On…"
8. "Booming and Zooming"
9. "Under The Boardwalk"
10. "Lorelei" (Remix Version)
11. "Wordy Rappinghood" (Long Version)
12. "Genius of Love" (Long Version)

## Certificações
| Região                                                                                                  | Certificação | Vendas     |
| --- | ------------ | ---------- |
| Hong Kong (IFPI Hong Kong)                                                                              | Ouro         | 10,000*    |
| Estados Unidos (RIAA)                                                                                   | Platina      | 1,000,000^ |
| *números de vendas baseados somente na certificação ^números de vendas baseados somente na certificação |              |            |